# Vestido damasco de Jacqueline Kennedy
O vestido damasco da primeira-dama dos Estados Unidos, Jacqueline Kennedy, acompanhado de um casaco combinando, foi desenhado por Oleg Cassini, em zibeline de seda. Foi apresentado pela primeira vez em um passeio de barco diurno em 17 de março de 1962 no lago Pichola, Udaipur, durante a turnê da boa vontade de Kennedy à Índia em 1962. 
Logo após a viagem, uma réplica do vestido damasco apareceu no catálogo da Sears, Roebuck and Co., e em uma boneca Barbie. Mais tarde, ele apareceu na exposição de Hamish Bowles que cobriu os anos de Kennedy na Casa Branca.

## Design
Jacqueline Kennedy foi uma jovem primeira-dama dos Estados Unidos no início da década de 1960, que era popular e ditava tendências na moda. Ela recrutou Oleg Cassini para ser seu estilista oficial. Entre outras roupas, ele desenhou um vestido damasco sem mangas em zibeline de seda, acompanhado de um casaco combinando, para Kennedy. O tecido foi escolhido por sua robustez em climas quentes. Um laço foi criado na cintura. O pescoço foi cortado em um leve formato de V.

## Turnê da boa vontade de 1962
O vestido damasco de Kennedy apareceu pela primeira vez em um passeio de barco diurno em 17 de março de 1962 no lago Pichola durante sua viagem da boa vontade pela Índia. Foi notado que ele brilhava e mantinha sua forma, apesar do calor da Índia. Seus acessórios incluíam suas luvas brancas e colar de pérolas. De acordo com Cassini, "ela e eu tínhamos discutido miniaturas Mogol – rosas maravilhosas, damasco, verde e, mais importante, branco. Essas cores causariam impacto e estavam de acordo com o clima e a maravilhosa beleza vívida do país." Sua cor era brilhante o suficiente para ser notada à distância. Nas palavras de Cassini: "não havia uma noção de quão cuidadosamente ela pensava sobre usar a cor como uma declaração. Eu queria capturar aquele sentimento de Dorothy-terminando-em-Oz. Ela estava absolutamente pensando em ser um pontinho de cor onde quer que fosse." A palidez do damasco foi relatada por um artista francês como tendo contrastado bem com os reflexos rosados dos palácios de Udaipur no lago.

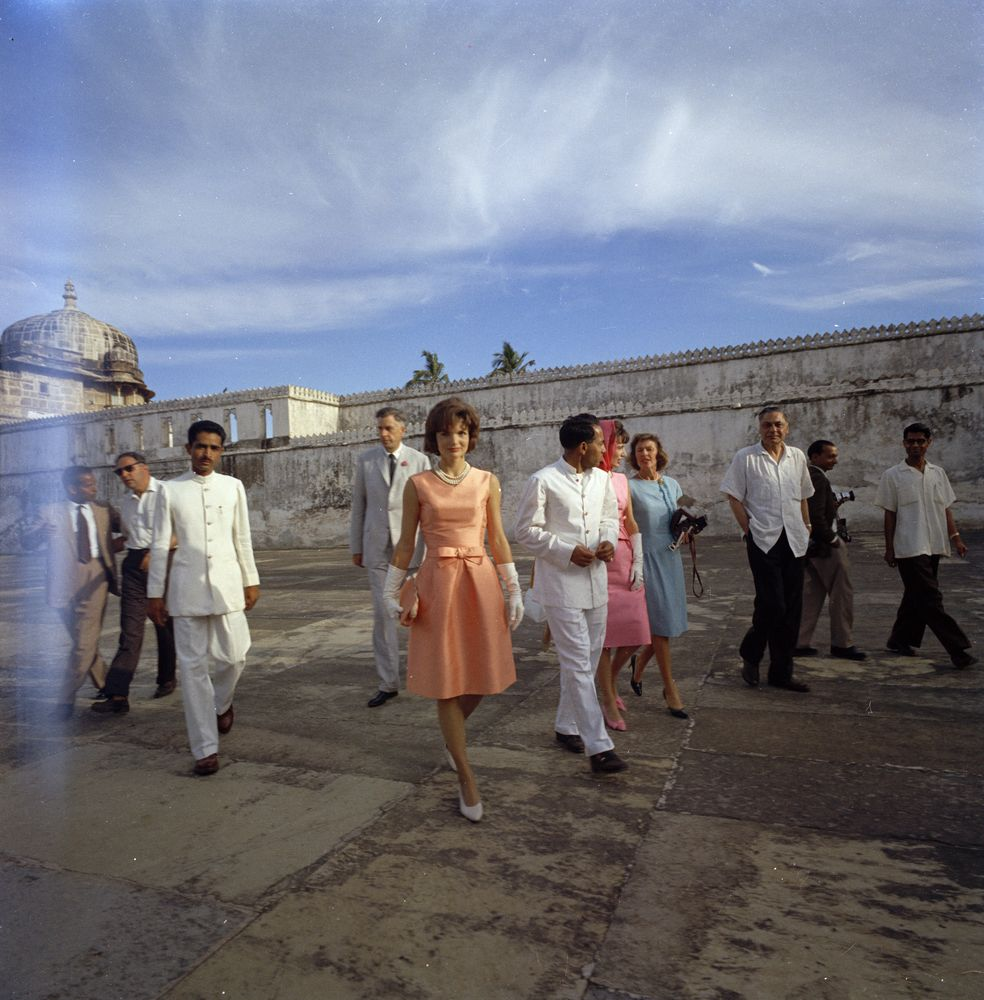
Jacqueline Kennedy em Jag Mandir no lago Pichola, Udaipur, Índia
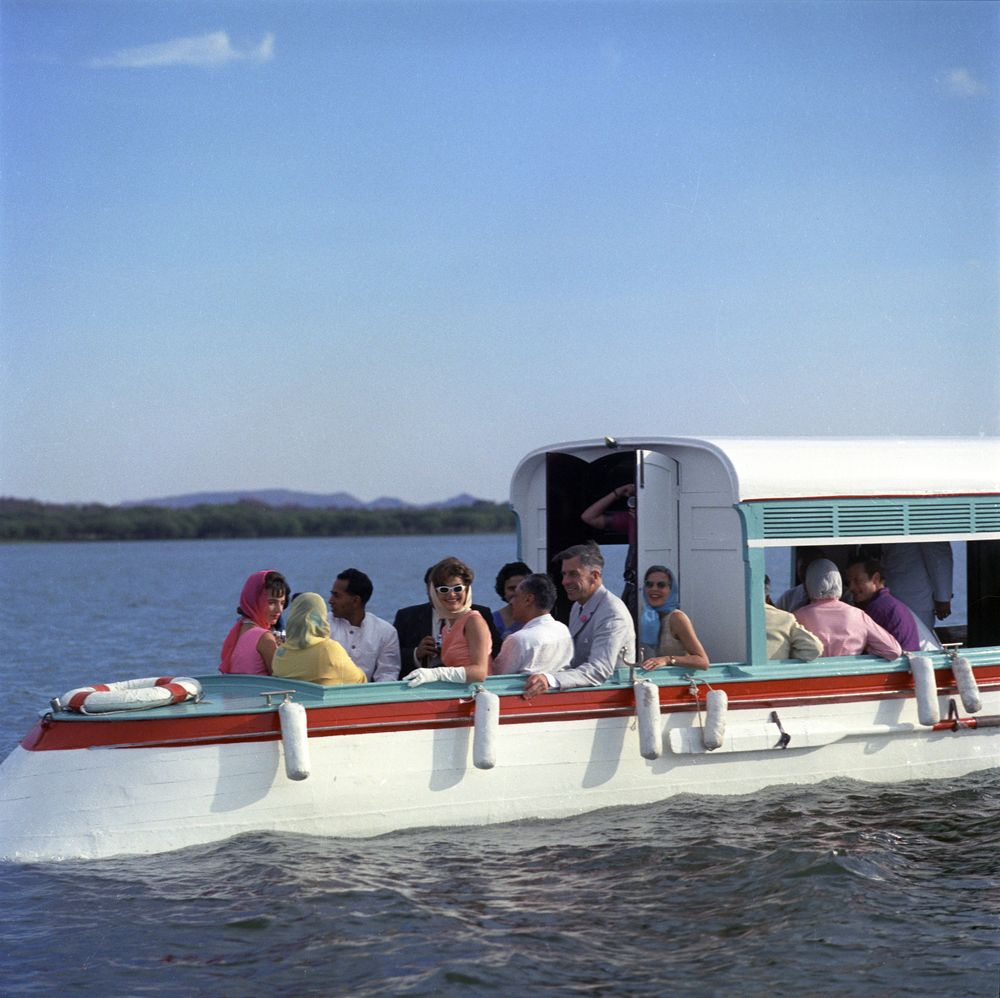
Kennedy faz um passeio de barco no lago Pichola em Udaipur, Índia

## Anos posteriores
Pouco depois de sua turnê pela Índia, uma réplica do vestido damasco apareceu no catálogo da Sears, Roebuck and Co. O vestido também apareceu na boneca Barbie da Mattel em 1962. De acordo com o historiador de moda Karan Feder, não está claro se a Mattel influenciou a Sears ou vice-versa.
Hamish Bowles, em sua exposição intitulada "Jacqueline Kennedy: Os Anos na Casa Branca", descreveu o vestido e o casaco como tendo "brilhantemente às necessidades da Sra. Kennedy: o tecido era rígido o suficiente para manter sua compostura no calor da Índia, e sua cor e brilho deslumbrantes foram calculados para garantir que ela fosse instantaneamente identificável pelas multidões na costa distante".